# 长葛北站
长葛北站位于中华人民共和国河南省许昌市长葛市，是郑渝高速铁路的一座车站，2019年12月1日正式启用。

## 车站结构
长葛北站规模为2台4线，设正线及到发线各2条，侧式站台2座。站房为线侧下式站房，建筑面积7998平方米，位于站场南侧。旅客进出站形式为下进下出，并设有一条进出站地道连接站房及站台。

### 站场布局
| 北↑ |      |                                        |  |
|     | 侧式 |                                        |  |
| 4道 | 2    | 郑渝高速铁路往郑州东方向（郑州航空港） |  |
| 2道 |      | 郑渝高速铁路上行正线（往郑州东方向）   |  |
| 1道 |      | 郑渝高速铁路下行正线（往重庆北方向）   |  |
| 3道 | 1    | 郑渝高速铁路往重庆北方向（禹州）       |  |
|     | 侧式 |                                        |  |
| 南↓ |      |                                        |  |

## 旅客列车目的地
截至2021年5月，长葛北站每日停靠12列旅客列车，均为过路车。停靠列车目的地如下表所示：
| 列车所属路局 | 目的地                         |
| ------------ | ------------------------------ |
| 武汉局集团   | 襄阳东                         |
| 郑州局集团   | 长治东、邓州东、南阳东、郑州东 |